# Chindrieux
Chindrieux est une commune française située dans le département de la Savoie, en région Auvergne-Rhône-Alpes.

## Géographie

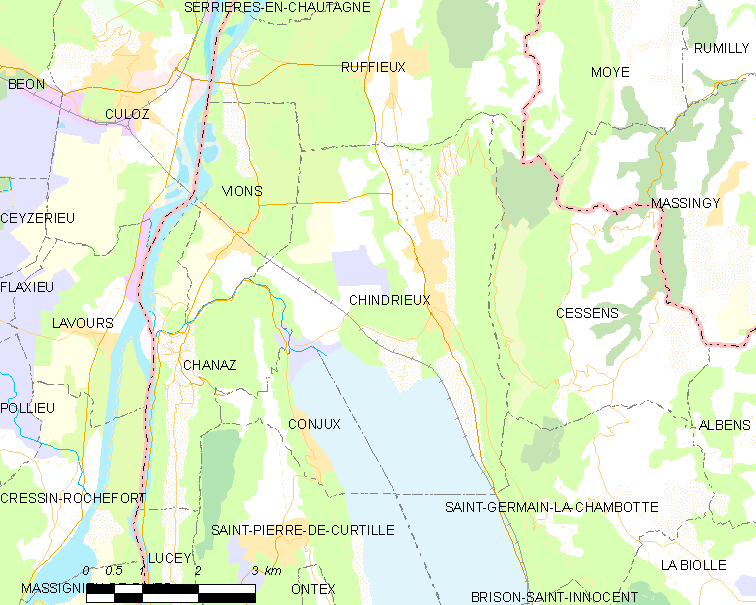
Plan du territoire des Chindrieux.

Chindrieux est une commune savoyarde située à l'extrémité nord du lac du Bourget. La partie nord de son territoire est recouverte par un marais qui s'étend des rives du Rhône jusqu'aux pentes de la montagne du Sapenay, dont le sommet est à 950 mètres, qui est l'un des prolongements méridionaux des plis du Jura. La limite nord communal, qui sépare la commune de celle de Ruffieux, suit le torrent de Vinant.
La commune se situe à 30 km, au nord de Chambéry, chef-lieu du département de la Savoie.
La situation de plaine et en bordure du lac permet à la commune d'avoir « un climat tempéré et un ensoleillement
exceptionnel ».
Chindrieux est la commune la plus vaste de la Chautagne (canton de Ruffieux), avec 1 642 hectares, et compte 13 hameaux : Groisin, Lachat, Expilly, Portout, Viuz, Chevigneux, Praz, Vars, la Tour, Chaudieu, Rigolet, Champfleury et Châtillon.

### Climat
Pour des articles plus généraux, voir Climat d'Auvergne-Rhône-Alpes et Climat de la Savoie.
En 2010, le climat de la commune est de type climat de montagne, selon une étude du Centre national de la recherche scientifique s'appuyant sur une série de données couvrant la période 1971-2000. En 2020, Météo-France publie une typologie des climats de la France métropolitaine dans laquelle la commune est exposée à un climat de montagne ou de marges de montagne et est dans la région climatique Alpes du nord, caractérisée par une pluviométrie annuelle de 1 200 à 1 500 mm, irrégulièrement répartie en été.
Pour la période 1971-2000, la température annuelle moyenne est de 10,4 °C, avec une amplitude thermique annuelle de 18,3 °C. Le cumul annuel moyen de précipitations est de 1 432 mm, avec 10,7 jours de précipitations en janvier et 8,4 jours en juillet. Pour la période 1991-2020, la température moyenne annuelle observée sur la station météorologique de Météo-France la plus proche, « Bloye », sur la commune de Bloye à 7 km à vol d'oiseau, est de 11,4 °C et le cumul annuel moyen de précipitations est de 1 206,8 mm,. Pour l'avenir, les paramètres climatiques de la commune estimés pour 2050 selon différents scénarios d'émission de gaz à effet de serre sont consultables sur un site dédié publié par Météo-France en novembre 2022.

## Urbanisme

### Typologie
Au 1er janvier 2024, Chindrieux est catégorisée bourg rural, selon la nouvelle grille communale de densité à sept niveaux définie par l'Insee en 2022.
Elle est située hors unité urbaine et hors attraction des villes,.
La commune, bordée par un plan d’eau intérieur d’une superficie supérieure à 1 000 hectares, le lac du Bourget, est également une commune littorale au sens de la loi du 3 janvier 1986, dite loi littoral. Des dispositions spécifiques d’urbanisme s’y appliquent dès lors afin de préserver les espaces naturels, les sites, les paysages et l’équilibre écologique du littoral, tel le principe d'inconstructibilité, en dehors des espaces urbanisés, sur la bande littorale des 100 mètres, ou plus si le plan local d’urbanisme le prévoit.

### Occupation des sols
L'occupation des sols de la commune, telle qu'elle ressort de la base de données européenne d’occupation biophysique des sols Corine Land Cover (CLC), est marquée par l'importance des forêts et milieux semi-naturels (40 % en 2018), en diminution par rapport à 1990 (41,7 %). La répartition détaillée en 2018 est la suivante : 
forêts (40 %), eaux continentales (18,1 %), zones agricoles hétérogènes (15,5 %), prairies (12 %), zones urbanisées (4,8 %), cultures permanentes (3,4 %), zones humides intérieures (3,4 %), terres arables (2,8 %).
L'IGN met par ailleurs à disposition un outil en ligne permettant de comparer l’évolution dans le temps de l’occupation des sols de la commune (ou de territoires à des échelles différentes). Plusieurs époques sont accessibles sous forme de cartes ou photos aériennes : la carte de Cassini (XVIIIe siècle), la carte d'état-major (1820-1866) et la période actuelle (1950 à aujourd'hui).

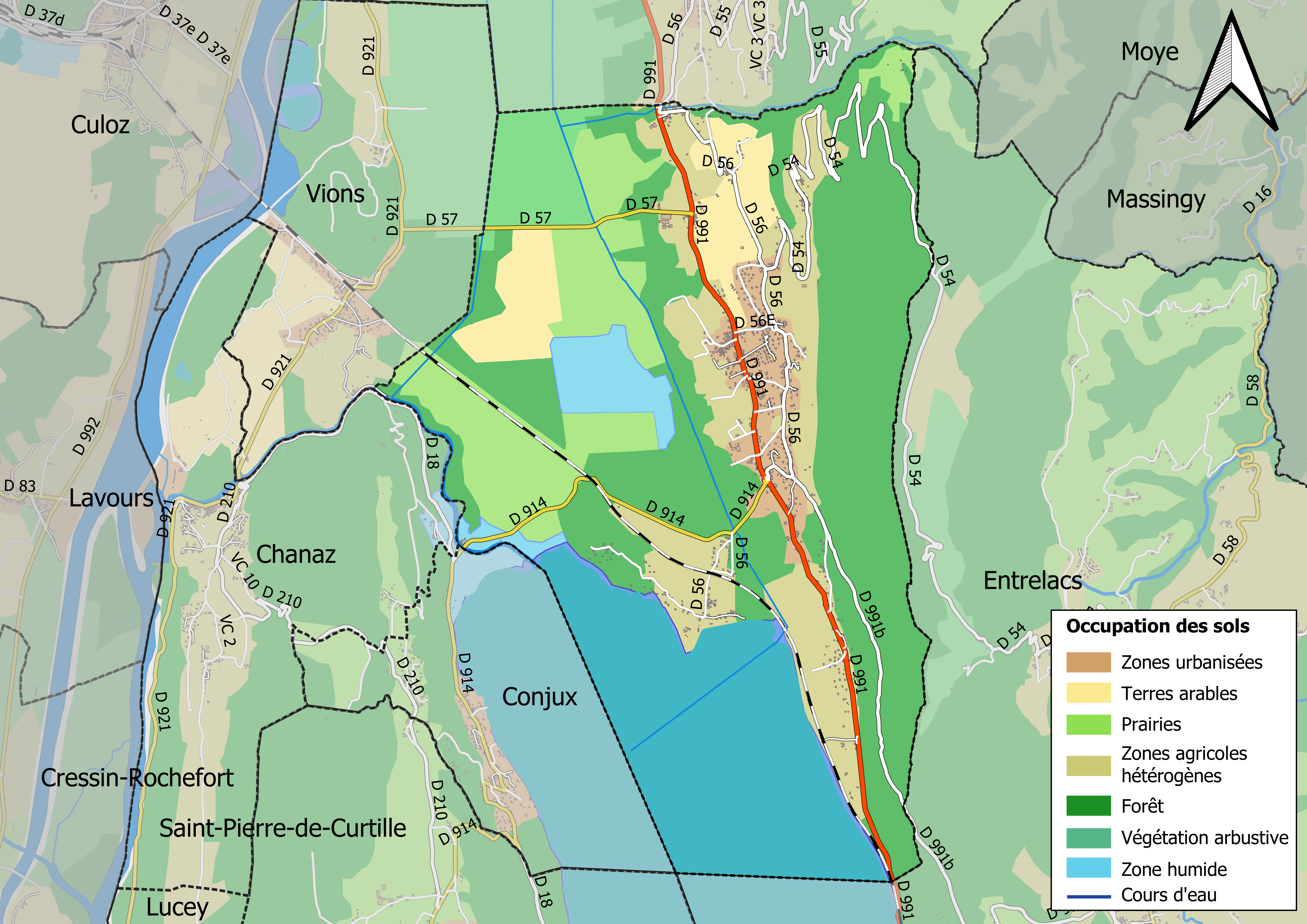
Carte des infrastructures et de l'occupation des sols en 2018 (CLC) de la commune.
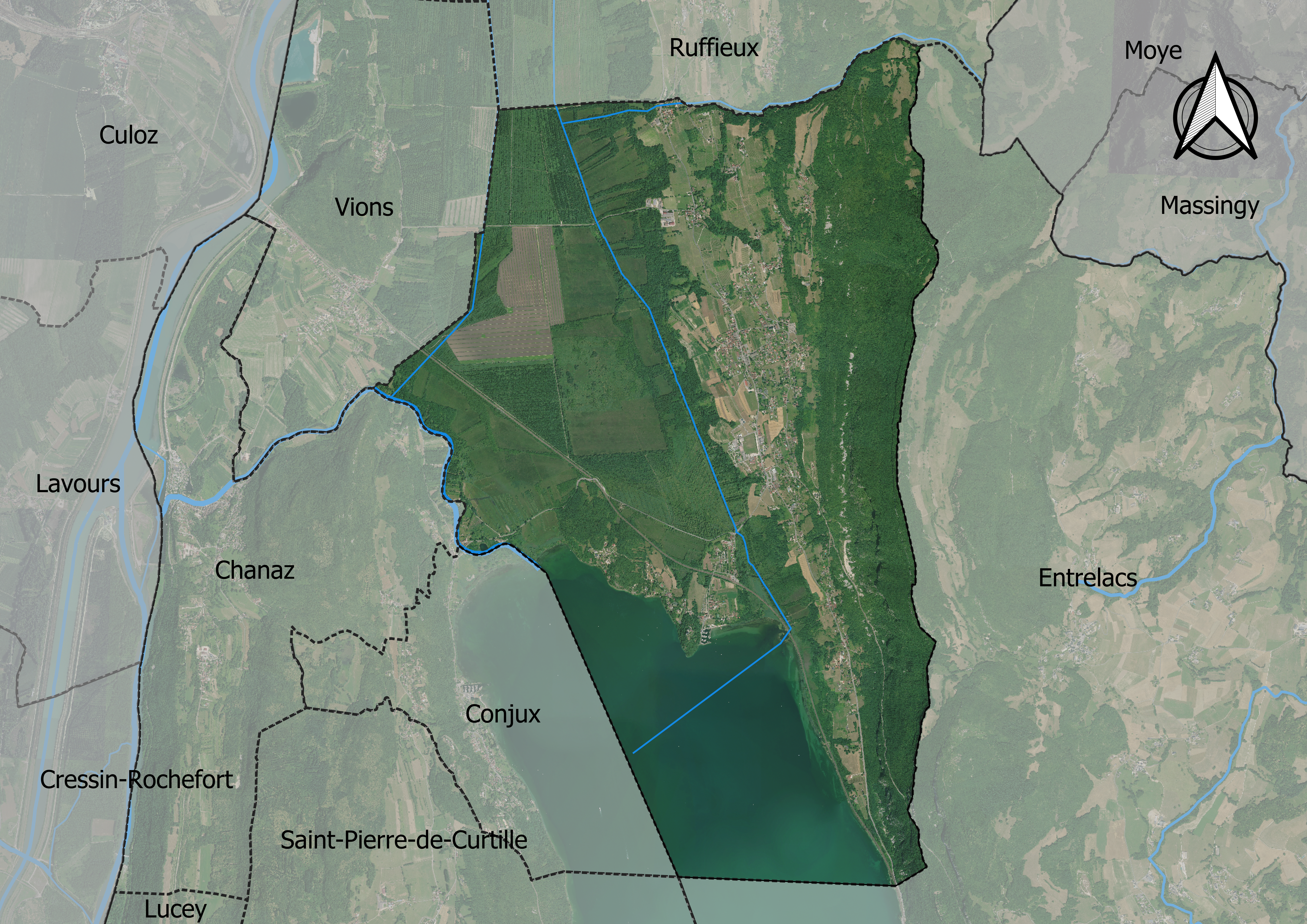
Carte orthophotogrammétrique de la commune.

## Toponymie
Les formes anciennes du nom de la commune que l'on retrouve dans les documents médiévaux sont Croitriacum ou Cintriacum (1046), Chantriac en Choutayne (1294), Chindriou (XIVe siècle), Chintriacum ou Chintriaco (1420), Prioratus Chindriaci (1570), Prieur de Chindrieu (1607),.
Le toponyme de Chindrieux est constitué très probablement d'un nom de domaine gallo-romain avec le suffixe -acum, dérivé du nom d'homme Cantrius,.
En francoprovençal, le nom de la commune s'écrit Shindro (graphie de Conflans) ou Chindriox (ORB).

## Histoire

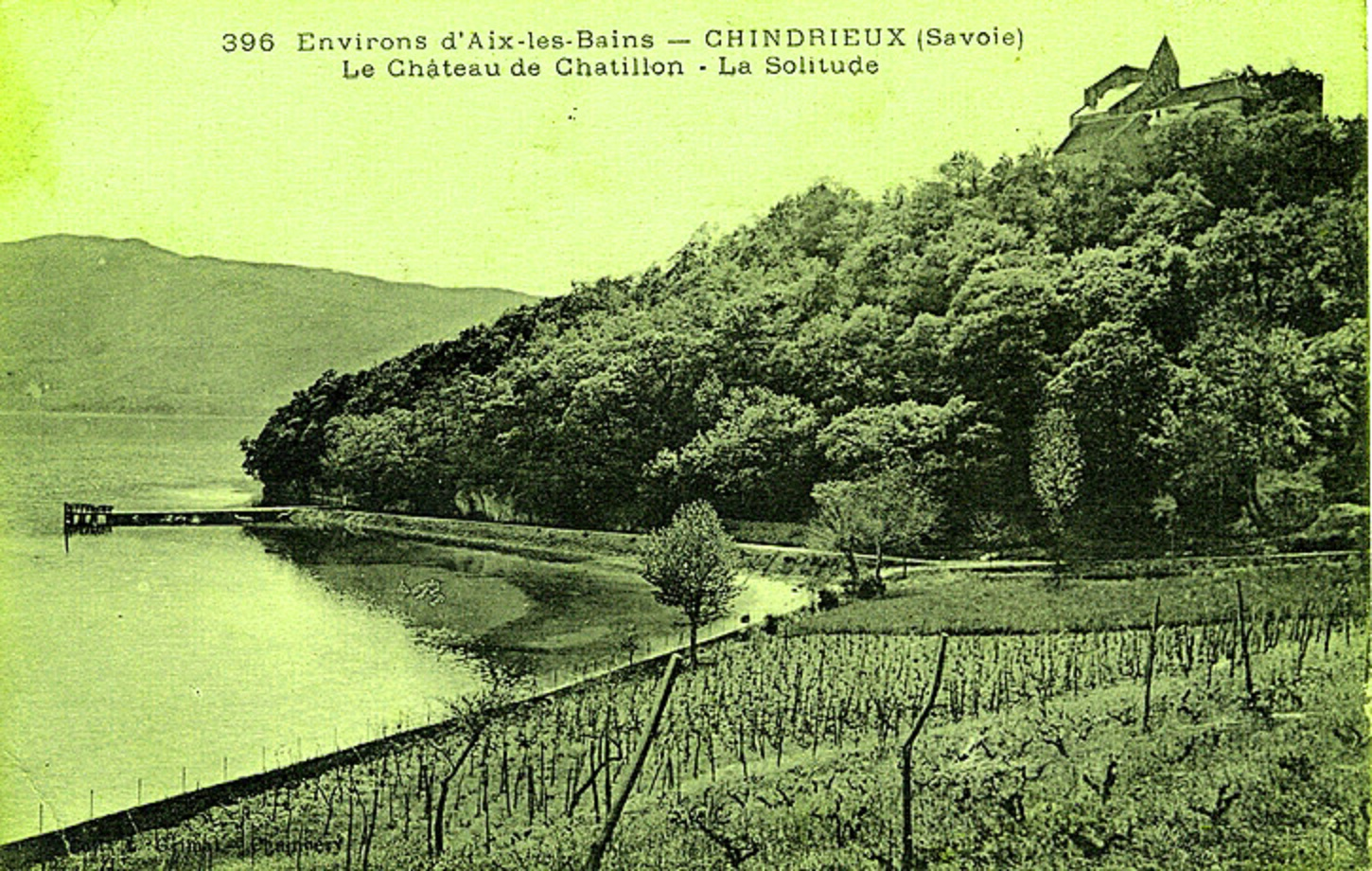
Le château de Châtillon.

La première mention de la commune est un acte du 9 février 1146, une bulle pontificale d'Eugène III, confirmant à l'abbaye bénédictine de Nantua ses possessions, notamment le prieuré de Cintriacum,.
Le bourg de Châtillon est l'ancienne capitale de la Chautagne. Le château de Châtillon a été érigé à partir du XIIIe siècle, avec une tour octogonale. Il a été le centre de la seigneurie de Chautagne, propriété des Montluel, des Seyssel d’Aix, des Rambert puis des d’Anglejean-Châtillon. Il est à l'origine du premier nom du lac, « lac de Châtillon » (Ripa laci de Castellione au XIIe siècle),. Alphonse de Lamartine y résida durant l’été 1819.

## Politique et administration

### Liste des maires
| Période                                  | Période                  | Identité             | Étiquette | Qualité |
| ---------------------------------------- | ------------------------ | -------------------- | --------- | --- |
| Les données manquantes sont à compléter. |                          |                      |           | |
| avant 1988                               | ?                        | Guy Dyen             | DVD       | Conseiller général du canton de Ruffieux (1988-2008)                                                          |
| janvier 2009                             | En cours (au avril 2014) | Marie-Claire Barbier | App. LR   | Cadre de la fonction publique territoriale, conseillère départementale (canton de Bugey savoyard) depuis 2015 |

## Démographie
Les habitants de la commune sont appelés les Chindrelains, terme que l'on trouve sur le site de la commune ou le site sabaudia.org. On rencontre également les formes Chindrolais ou Chindrolins.

L'évolution du nombre d'habitants est connue à travers les recensements de la population effectués dans la commune depuis 1793. Pour les communes de moins de 10 000 habitants, une enquête de recensement portant sur toute la population est réalisée tous les cinq ans, les populations de référence des années intermédiaires étant quant à elles estimées par interpolation ou extrapolation. Pour la commune, le premier recensement exhaustif entrant dans le cadre du nouveau dispositif a été réalisé en 2007.

En 2022, la commune comptait 1 488 habitants, en évolution de +9,98 % par rapport à 2016 (Savoie : +3,63 %, France hors Mayotte : +2,11 %).
| 1793 | 1800  | 1806  | 1822  | 1838  | 1848  | 1858  | 1861  | 1866  |
| ---- | ----- | ----- | ----- | ----- | ----- | ----- | ----- | ----- |
| 994  | 1 133 | 1 211 | 1 285 | 1 264 | 1 392 | 1 339 | 1 302 | 1 269 |

| 1872  | 1876  | 1881  | 1886  | 1891  | 1896  | 1901  | 1906  | 1911 |
| ----- | ----- | ----- | ----- | ----- | ----- | ----- | ----- | ---- |
| 1 283 | 1 289 | 1 263 | 1 222 | 1 183 | 1 114 | 1 167 | 1 048 | 970  |

| 1921 | 1926 | 1931 | 1936 | 1946 | 1954 | 1962 | 1968 | 1975 |
| ---- | ---- | ---- | ---- | ---- | ---- | ---- | ---- | ---- |
| 830  | 844  | 849  | 825  | 846  | 767  | 733  | 805  | 800  |

| 1982 | 1990  | 1999  | 2006  | 2007  | 2012  | 2017  | 2022  | - |
| ---- | ----- | ----- | ----- | ----- | ----- | ----- | ----- | - |
| 951  | 1 059 | 1 092 | 1 185 | 1 198 | 1 297 | 1 361 | 1 488 | - |

## Économie
La commune fait partie de l'aire d'appellation des vins de Savoie Chautagne.

## Culture locale et patrimoine

### Lieux et monuments

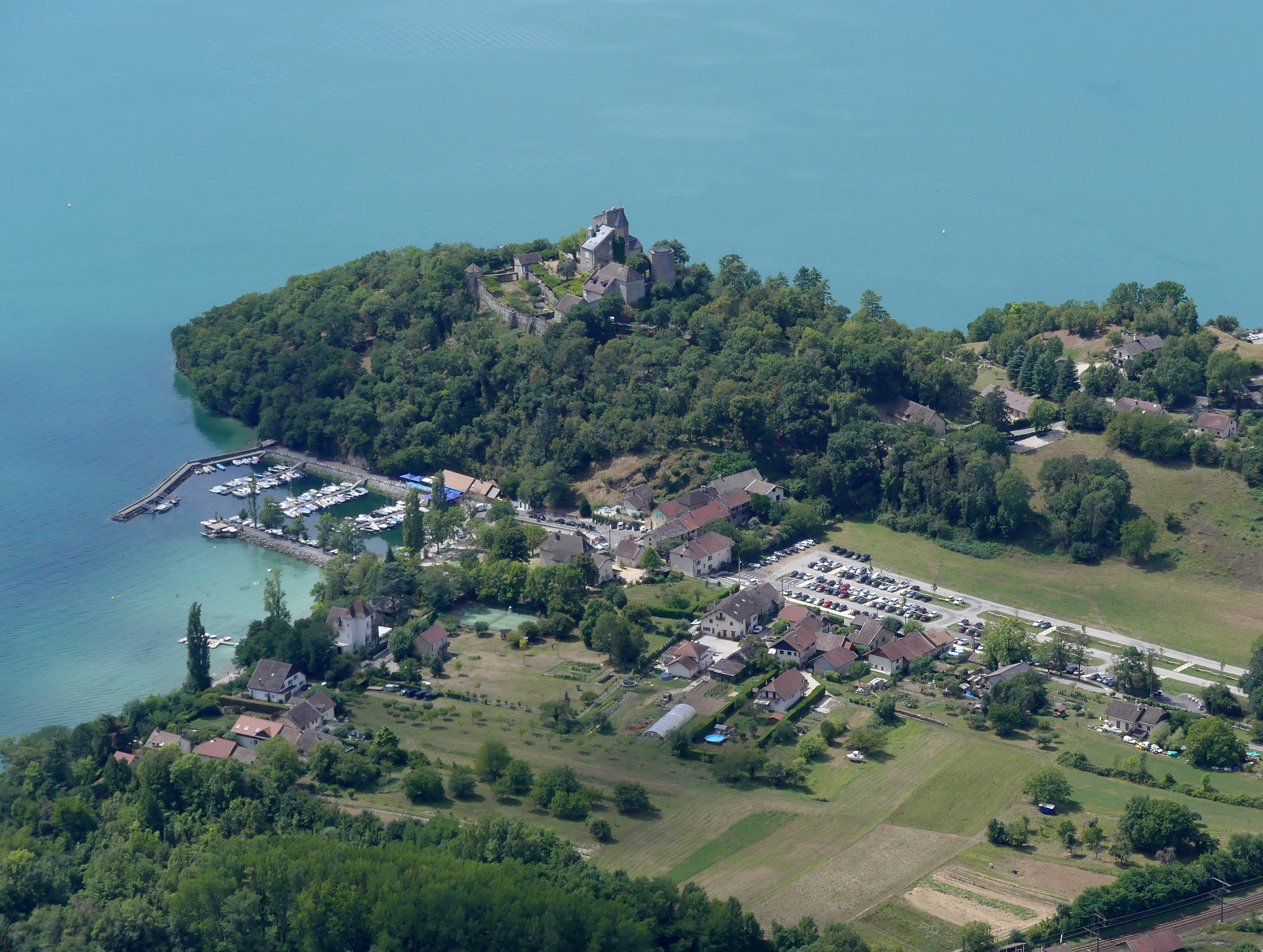
Châtillon et son château.

#### Château de Châtillon
Le château de Châtillon est un ancien château fort, du XIe siècle, remanié à plusieurs reprises, notamment au XVIe siècle et aux XVIIIe et XIXe siècles, qui se dresse sur la rive nord du lac du Bourget, autrefois lac de Châtillon, ce qui atteste l'importance politique qu'eut la seigneurie locale et le château qui donna son nom à ce lac. Il est érigé sur un rocher rive droite à deux kilomètres au sud - sud-ouest de Chindrieux et surplombe depuis son haut promontoire les eaux lacustres. Il fut le centre de la seigneurie de Châtillon.
Le château de Châtillon fait l’objet d’une inscription partielle au titre des monuments historiques depuis le  29 avril 1991,.

#### Manoir de Champfleury
Ce manoir du XVe siècle, qui domine le lac avant le hameau de Groisin, fut le centre de la seigneurie de Chamfleury.

#### Autres
- Gare de Chindrieux.

### Personnalités liées à la commune

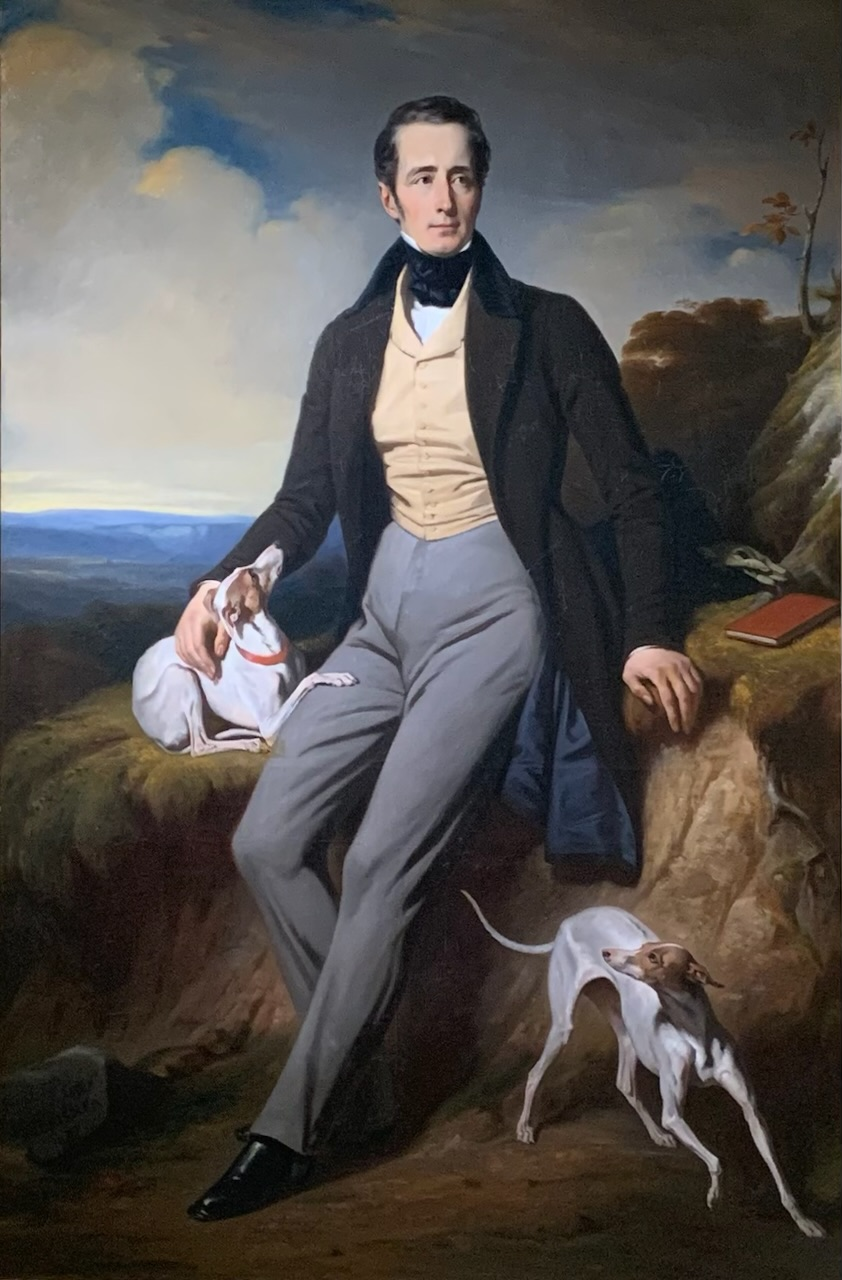
Alphonse de Lamartine.

- Joseph Marie Rose Armand (1764-1821), magistrat, élu député à la Chambre des représentants, pour le département du Mont-Blanc (11 mai 1815 au 13 juillet 1815)[31].
- Alphonse de Lamartine (° 1790 - † 1869) - Il a séjourné à Aix-les-Bains à partir de 1816 où il rencontre Julie Charles avec laquelle il se promène en barque sur le lac du Bourget et où il a écrit son célèbre poème Le Lac. Lamartine a également dédié son poème la Retraite au baron Hyacinthe Rambert de Châtillon qui l'accueillit en  août 1819[32].
- Laurent Guillon M.E.P. (1854-1900), né à Chindrieux, vicaire apostolique en Mandchourie, assassiné pendant la révolte des Boxers.
- Guy de Boysson (1918 - 2012), homme politique.
- Pascale de Boysson (1922 - 2002), comédienne, née à Chindrieux.
- Joannès Drevet et Joanny Drevet, peintres et graveurs, passaient chaque été dans leur maison de Chindrieux.
- Rorcha, peintre et écrivain contemporain dont le dernier chapitre du roman Le Saut oblique de la truite, se déroule sur la plage de Châtillon.

### Héraldique
| Blason de Chindrieux | Blason  | De gueules à la croix d'argent chargée d'une grappe de raisin en ombre de sable et cantonnée au premier canton d'une étoile du même ; au comble d'or chargé de sept étoiles de sable ordonnées 5 et 2. |
| Blason de Chindrieux | Détails | Le statut officiel du blason reste à déterminer. |